# کیس (دهانه ال‌کیو۱۹)
کیس (دهانه ال‌کیو۱۹) یک دهانه برخوردی در ماه‌ است.

## دهانه‌های اقماری
این دهانه ۵ دهانه اقماری دارد.
| Kies | عرض جغرافیایی | طول جغرافیایی | قطر          |
| ---- | ------------- | ------------- | ------------ |
| A    | ۲۸.۳° S       | ۲۲.۷° W       | ۱۶.۰ کیلومتر |
| C    | ۲۶.۰° S       | ۲۶.۱° W       | ۵.۰ کیلومتر  |
| B    | ۲۸.۷° S       | ۲۱.۹° W       | ۹.۰ کیلومتر  |
| E    | ۲۸.۷° S       | ۲۲.۷° W       | ۶.۰ کیلومتر  |
| D    | ۲۴.۹° S       | ۱۸.۵° W       | ۶.۰ کیلومتر  |